# Шорт-трек на зимних Олимпийских играх 2022 — 1000 метров (мужчины)
Соревнования по шорт-треку среди мужчин на дистанции 1000 метров на зимних Олимпийских играх 2022 прошли 5 и 7 февраля (финал) в Столичном дворце спорта. В соревновании приняли участие 32 спортсмена, представляющие 17 НОК. Квалификация на Игры осуществлялась по итогам четырёх этапов Кубка мира 2021/22.
Мужчины девятый раз соревновались на этой дистанции на Олимпийских играх. Олимпийским чемпионом 2018 года являлся канадский конькобежец Самюэль Жирар, в этот раз он не участвовал в розыгрыше наград.
Золото выиграл 24-летний Жэнь Цзывэй, он стал первым китайцем, победившим на этой дистанции на Олимпийских играх.

## Медалисты
| Золото            | Серебро          | Бронза            |
| Жэнь Цзывэй Китай | Ли Вэньлун Китай | Шаоанг Лю Венгрия |

## Расписание
Время местное (UTC+8)
| Дата      | Время | Раунд                         |
| --------- | ----- | ----------------------------- |
| 5 февраля | 19:00 | Квалификация                  |
| 7 февраля | 19:30 | Четвертьфинал Полуфинал Финал |

## Рекорды
До начала зимних Олимпийских игр 2022 года мировой и олимпийский рекорды были следующими:
| Мировой рекорд     | Хван Дэ Хон (KOR) | 1:20,875 | Солт-Лейк-Сити | 12 ноября 2016  |
| Олимпийский рекорд | Шарль Амлен (CAN) | 1:23,407 | Пхёнчхан       | 13 февраля 2018 |

## Результаты

### Квалификация
В квалификационном раунде участвуют 32 спортсмена, разделённые на 8 забегов по 4 конькобежца в каждом. В следующий раунд соревнований выходят по 2 лучших спортсмена из каждого забега и 3 спортсмена занявшие третьи места с лучшим временем.

#### Забег 1
| Место | Спортсмен     | Страна           | Время    | Примечание |
| ----- | ------------- | ---------------- | -------- | ---------- |
| 1     | Пак Чан Хёк   | Республика Корея | 1:24,081 | Q          |
| 2     | Эндрю Хо      | США              | 1:24,106 | Q          |
| 3     | Ицхак де Лаат | Нидерланды       | 1:24,332 | ADV        |
| 4     | Найл Трейси   | Великобритания   | 1:32,243 |            |

#### Забег 2
| Место | Спортсмен        | Страна         | Время    | Примечание |
| ----- | ---------------- | -------------- | -------- | ---------- |
| 1     | Жэнь Цзывэй      | Китай          | 1:23,772 | Q          |
| 2     | Квентин Феркок   | Франция        | 1:23,917 | Q          |
| 3     | Йенс Ван т’ Ваут | Нидерланды     | 1:23,946 |            |
| 4     | Фаррелл Трейси   | Великобритания | 1:24,935 |            |

#### Забег 3
| Место | Спортсмен        | Страна | Время    | Примечание |
| ----- | ---------------- | ------ | -------- | ---------- |
| 1     | У Дацзин         | Китай  | 1:23,927 | Q          |
| 2     | Жордан Пьер-Жиль | Канада | 1:24,067 | Q          |
| 3     | Семён Елистратов | ОКР    | 1:24,077 |            |
| 4     | Сёго Мията       | Япония | 1:24,367 |            |

#### Забег 4
| Место | Спортсмен         | Страна           | Время    | Примечание |
| ----- | ----------------- | ---------------- | -------- | ---------- |
| 1     | Ли Джун Со        | Республика Корея | 1:24,698 | Q          |
| 2     | Паскаль Дион      | Канада           | 1:24,771 | Q          |
| 3     | Адиль Галиахметов | Казахстан        | 1:24,855 |            |
| 4     | Владислав Быканов | Израиль          | 1:24,875 |            |

#### Забег 5
| Место | Спортсмен       | Страна           | Время       | Примечание |
| ----- | --------------- | ---------------- | ----------- | ---------- |
| 1     | Хван Дэ Хон     | Республика Корея | 1:23,042 OR | Q          |
| 2     | Шинки Кнегт     | Нидерланды       | 1:23,097    | Q          |
| 3     | Ли Вэньлун      | Китай            | 1:23,140    | q          |
| 4     | Себастьен Лепап | Франция          | 1:26,069    |            |

#### Забег 6
| Место | Спортсмен         | Страна  | Время    | Примечание |
| ----- | ----------------- | ------- | -------- | ---------- |
| 1     | Джон-Генри Крюгер | Венгрия | 1:25,236 | Q          |
| 2     | Фуркан Акар       | Турция  | 1:25,462 | Q          |
| 3     | Кадзуки Ёсинага   | Япония  | 1:25,574 | ADV        |
|       | Денис Айрапетян   | ОКР     | —        | PEN        |

#### Забег 7
| Место | Спортсмен         | Страна  | Время    | Примечание |
| ----- | ----------------- | ------- | -------- | ---------- |
| 1     | Шандор Шаолинь Лю | Венгрия | 1:25,262 | Q          |
| 2     | Райан Пивиротто   | США     | 1:54,437 | Q          |
| 3     | Пьетро Сигель     | Италия  | 2:10,039 | ADV        |
|       | Стейн Десмет      | Бельгия | —        | PEN        |

#### Забег 8
| Место | Спортсмен         | Страна    | Время    | Примечание |
| ----- | ----------------- | --------- | -------- | ---------- |
| 1     | Шаоанг Лю         | Венгрия   | 1:23,796 | Q          |
| 2     | Брендан Кори      | Австралия | 1:23,908 | Q          |
| 3     | Робертс Крузбергс | Латвия    | 1:23,979 |            |
|       | Лука Спекенхаузер | Италия    | —        | PEN        |

### Четвертьфинал
В четвертьфинале участвуют 20 спортсменов, разделённые на 4 забега по 5 конькобежцев в каждом. В следующий раунд соревнований выходят по 2 лучших спортсмена из каждого забега и 3 спортсмена занявшие третьи места с лучшим временем.

#### Забег 1
| Место | Спортсмен        | Страна           | Время    | Примечание |
| ----- | ---------------- | ---------------- | -------- | ---------- |
| 1     | Эндрю Хо         | США              | 1:24,603 | Q          |
| 2     | У Дацзин         | Китай            | 1:33,302 | Q          |
| 3     | Пак Чан Хёк      | Республика Корея | No Time  | ADV        |
|       | Пьетро Сигель    | Италия           | —        | PEN        |
|       | Жордан Пьер-Жиль | Канада           | —        | PEN        |

#### Забег 2
| Место | Спортсмен       | Страна           | Время    | Примечание |
| ----- | --------------- | ---------------- | -------- | ---------- |
| 1     | Ли Джун Со      | Республика Корея | 1:23,682 | Q          |
| 2     | Шаоанг Лю       | Венгрия          | 1:23,940 | Q          |
| 3     | Квентин Феркок  | Франция          | 1:24,411 |            |
| 4     | Паскаль Дион    | Канада           | No Time  |            |
|       | Кадзуки Ёсинага | Япония           | —        | PEN        |

#### Забег 3
| Место | Спортсмен         | Страна     | Время    | Примечание |
| ----- | ----------------- | ---------- | -------- | ---------- |
| 1     | Фуркан Акар       | Турция     | 1:25,490 | Q          |
| 2     | Жэнь Цзывэй       | Китай      | 1:34,211 | Q          |
| 3     | Ицхак де Лаат     | Нидерланды | 1:42,490 | ADV        |
|       | Джон-Генри Крюгер | Венгрия    | —        | PEN        |
|       | Брендан Кори      | Австралия  | —        | PEN        |

#### Забег 4
| Место | Спортсмен         | Страна           | Время    | Примечание |
| ----- | ----------------- | ---------------- | -------- | ---------- |
| 1     | Хван Дэ Хон       | Республика Корея | 1:24,693 | Q          |
| 2     | Ли Вэньлун        | Китай            | 1:30,550 | Q          |
| 3     | Шандор Шаолинь Лю | Венгрия          | 1:55,248 | ADV        |
| 4     | Райан Пивиротто   | США              | 2:08,364 |            |
|       | Шинки Кнегт       | Нидерланды       | —        | YC         |

### Полуфинал
В полуфинале участвуют 10 спортсменов, разделённые на 2 забега по 5 конькобежцев в каждом. В финал A выходят по 2 лучших спортсмена из каждого забега,  конькобежцы занявшие 3-е и 4-е место отправляются в финал B.

#### Забег 1
| Место | Спортсмен   | Страна           | Время    | Примечание |
| ----- | ----------- | ---------------- | -------- | ---------- |
| 1     | Жэнь Цзывэй | Китай            | 1:26,576 | QA         |
| 2     | Ли Вэньлун  | Китай            | 1:26,722 | QA         |
| 3     | Фуркан Акар | Турция           | 1:27,102 | QB         |
|       | Хван Дэ Хон | Республика Корея | —        | PEN        |
|       | Пак Чан Хёк | Республика Корея |          | DNS        |

#### Забег 2
| Место | Спортсмен         | Страна           | Время    | Примечание |
| ----- | ----------------- | ---------------- | -------- | ---------- |
| 1     | Шандор Шаолинь Лю | Венгрия          | 1:23,567 | QA         |
| 2     | У Дацзин          | Китай            | 1:23,928 | QA         |
| 3     | Эндрю Хо          | США              | 1:24,023 | QB         |
| 4     | Ицхак де Лаат     | Нидерланды       | 1:24,229 | QB         |
| 5     | Шаоанг Лю         | Венгрия          | 1:35,384 | ADVA       |
|       | Ли Джун Со        | Республика Корея | —        | PEN        |

### Финалы

#### Финал B
| Место | Спортсмен     | Страна     | Время    | Примечание |
| ----- | ------------- | ---------- | -------- | ---------- |
| 1     | Ицхак де Лаат | Нидерланды | 1:35,925 |            |
| 2     | Фуркан Акар   | Турция     | 1:36,052 |            |
| 3     | Эндрю Хо      | США        | 1:36,140 |            |

#### Финал A
| Место | Спортсмен         | Страна  | Время    | Примечание |
| ----- | ----------------- | ------- | -------- | ---------- |
| 1     | Жэнь Цзывэй       | Китай   | 1:26,768 |            |
| 2     | Ли Вэньлун        | Китай   | 1:29,917 |            |
| 3     | Шаоанг Лю         | Венгрия | 1:35,693 |            |
| 4     | У Дацзин          | Китай   | 1:42,937 |            |
|       | Шандор Шаолинь Лю | Венгрия | —        | YC         |